# مارتین فروبیشر
سر مارتین فروبیشر (Sir Martin Frobisher) (زاده ۱۵۳۵- درگذشت ۲۲ نوامبر ۱۵۹۴)، ملوان انگلیسی و ناخدایی که برای یافتن گذرگاه شمال غربی سه بار به بر جدید سفر کرد. احتمالاً قبل از ورود به خلیج فروبیشر و پهلو گرفتن در جزیره بافین امروزی، جزیره رزولوشِن را در نزدیکی لابرادور در شمال شرقی کانادا دید. فروبیشر در دومین سفرش چیزی پیدا کرد که به نظرش سنگ طلا بود و ۲۰۰ تُن از این سنگ را با سه کشتی به انگلستان برد و تخمین‌های اولیه نشان داد که سود این مقدار سنگ به ازای هر تُن ۵٫۲۰ پوند بود. فروبیشر که مورد تشویق قرار گرفته بود با ناوگان بزرگتری به کانادا برگشت و معدن‌های زیادی اطراف خلیج فروبیشر حفر کرد. او ۱۳۵۰ تُن از این سنگ را به انگلستان برد و بعد از سال‌ها گداخت معلوم شد سنگ بی‌ارزشی به اسم هورنبلاند بود. به عنوان ناخدای انگلیسی ثروت زیادی از کشتی‌های فرانسوی را تاراج کرد. بعدها به دلیل شکست دادن ناوگان اسپانیایی آرمادا در سال ۱۵۸۸ نشان شوالیه را دریافت نمود.

## اوایل زندگی
مارتین فروبیشر احتمالاً در سال ۱۵۳۵ یا ۱۵۳۶ زاده شد، پسر بازرگانی به اسم برنارد فروبیشر از آلتفتس، یورکشایر و مارگارت یورک از گاوث‌ویت بود. سومین فرزند از میان پنج فرزند خانواده بود و پدرش ناگهان در سال ۱۵۴۲ از دنیا رفت. خانواده تحت حمایت عمویش فرانسیس فروبیشر قرار گرفت. اطلاعات کمی در مورد دوران کودکی‌اش در یورکشایر موجود است و به نظر می-رسد تحصیلاتش ابتدایی بود. فروبیشر جوان را به امید فرصت بهتر در سال ۱۵۴۹ برای زندگی با خانواده مادری‌اش، سر جان یورک به لندن فرستادند. یورک عضو ثروت‌مند و تأثیرگذار مرچنت تیلورز بود و ارتباطات مهمی در نظام سلطنتی داشت.
در سال ۱۵۵۳ توماس ویندهم اولین مأموریت به غرب آفریقا را هدایت کرد و سه کشتی و ۱۴۰ سرباز را همراه خود برد. یورک یکی از سرمایه‌گذاران این سفر بود و فروبیشر با ظرفیتی ناشناخته همراه این گروه بود. بعد از شکست دادن کشتی‌های پرتغالی در نزدیکی مادیرا موفقیت‌آمیزترین معامله خود را در گلدکوست انجام دادند و لباس‌های انگلیسی را در ازای ۱۵۰ پوند طلا مبادله کردند. با ادامه مسیر به سمت جنوب به بنین رسیدند و مستقیماً با پادشاه اوبا اورهگبوآ مذاکره کردند و ۸۰ تُن کاغذ مِلِگتا درخواست کردند. اورهگبوآ بعد از مخالفت‌های اولیه با این معامله موافقت کرد اما در زمانی که کاغذ جمع‌آوری می‌شد، بیماری به گروه انگلیسی نفوذ کرد و بسیاری از آن‌ها از جمله رهبر مأموریت ویندهم کشته شدند. به تعداد کافی دریانورد نداشتند تا تمام گروه را هدایت کنند پس یک کشتی را رها کردند و حتی به خاطر وحشتی که داشتند، تعدادی از اعضای گروه را جا گذاشتند. سفر بازگشت برای خدمه بیمار و اندک بسیار دشوار بود. یک کشتی دیگر از دست رفت و زمانی که تنها کشتی بازمانده به انگلستان رسید تنها ۴۰ نفر از ۱۴۰ خدمه زنده بودند. فروبیشر یکی از بازمانده‌ها بود، شاید این تائیدیه‌ای بر حرف یورک بود که می‌گفت فروبیشر «روح بزرگ و شجاعت زیاد و مقاومت بدنی طبیعی دارد».
با وجود از دست رفتن دو کشتی و ۱۰۰ نیرو سفر سال ۱۵۵۳ موفقیت مالی قلمداد شد و سرمایه‌گذارانی مانند یورک در سال ۱۵۵۴ یک سفر تجاری دیگر به گینه پرتغالی را سرمایه‌گذاری کردند. فروبیشر که با اولین تجربه‌اش نترس شده بود در این سفر شرکت کرد و به عنوان کارآموز تجارت زیر نظر نماینده تجاری یورک جان برین کار کرد. در نوامبر ۱۵۵۴ سه کشتی به فرماندهی جان لاک از دارمواث حرکت کردند. احتمالاً اولین آشنایی فروبیشر با خانواده لاک بود، رابطه‌ای که نقش مهمی در آینده-اش داشت.
بعد از هفت هفته دریانوردی اولین پهلوگیری آن‌ها نزدیک رود سستوس یعنی لیبریای امروزی بود. مقداری فلفل خردیدند و راهی گلدکوست، یعنی مرکز تجاری طلایِ غرب آفریقا شدند. دولت محلی حاضر نشد با انگلیسی‌ها معامله کند تا اینکه یک گروگان به آن‌ها دادند تا مطمئن شوند مذاکرات صادقانه پیش برود. فروبیشر داوطلب شد نقش گروگان را داشته باشد و مذاکرات ادامه یافت. اما قبل از اینکه موفق شوند معامله کنند یک کشتی پرتغالی ظاهر شد و به ناوگان انگلیسی شلیک کرد. گروه انگلیسی فروبیشر را رها کردند و برای تجارت به جای دیگری رفتند و در نهایت با محموله ارزشمندی از طلا، فلفل و عاج به انگلستان برگشتند. اسیرکنندگان آفریقایی فروبیشر را در مکان تجاری مینا به پرتغالی‌ها تسلیم کردند و او در قصر سائو خورخه دا مینا زندانی شد. مقامات پرتغالی بعد از نُه ماه او را به پرتغال فرستاند و در نهایت در سال ۱۵۵۸ به انگلستان بازگشت.

## ناخدا و دزد دریایی
شرایط و زمان برگشت فروبیشر از پرتغال نامشخص است. هیچ نشانه تلاش سیاسی یا مالی برای آزادی او موجود نیست، شاید پرتغالی‌ها متوجه شدند اسارت فردی با رده سیاسی پایین دیگر سودی برایشان ندارد. حتماً فروبیشر فوراً بعد از آزادی‌اش به دریا بازگشت. اسنادی نشان می‌دهند در سال ۱۵۵۹ سفری به ساحل باربری داشته تا یک اسیر انگلیسی به اسم آنتونی هموند را آزاد کند. در سپتامبر همان سال یک دزد دریایی مشهور، هنری استرانگ‌ویز در دادگاه شهادت داد که فروبیشر در نقشه بی‌نتیجه حمله به قلعه مینای پرتغالی‌ها که خودش در سال ۱۵۵۵ در آن زندانی بود دست داشته‌است.

## گذر شمال-غرب
در بیشتر مدت قرن شانزدهم امکان وجود یک مسیر شمالی به کاتای و هند شرقی مورد بحث و آزمایش انگلستان بود. سباستین کبوت در سال ۱۵۰۸ یکی از اولین ماموریت‌های خود برای جستجوی مسیر شمال غربی انجام داد. رابرت ترون و راجر بارلو در دهه ۱۵۳۰ مذبوحانه تلاش کردند توجه هنری هشتم را به نقشه‌ای برای دریانوردی مستقیم از قطب شمال به چین جلب کنند. در سال ۱۵۵۱ گروهی از بازرگانان انگلیسی (که بعدها به اسم شرکت ماسکاوی معروف شدند) برای جستجوی مسیر از شمال شرقی به کاتای تشکیل شد. گروه موفق به پیدا کردن مسیر نشد اما رابطه تجاری طولانی مدتی با روسیه برقرار کرد. همفری گیلبرت در دهه ۱۵۶۰ حامی تأثیرگذاری برای پیدا کردن مسیر شمال-غرب بود و مقاله پر جزئیاتی در حمایت از این ایده نوشت.
گرچه فروبیشر اوایل دهه ۱۵۶۰ تمایل خود را برای پیدا کردن مسیر شمال-غرب ابراز کرد، سال‌ها بعد دست به اقدامی برای عملی کردن این ایده زد. فروبیشر در سال ۱۵۷۴ از شورای خصوصی درخواست اجازه و حمایت مالی برای انجام مأموریتی جهت پیدا کردن مسیر شمال-غرب به دریای جنوبی (اقیانوس آرام) و بعد از آن کاتای کرد. بعضی از نمایندگان از پیشنهاد او خوشحال شدند اما او را به شرکت ماسکاوی ارجاع دادند، ماسکاوی کنسرسیوم بازرگانان انگلیسی بود که قبلاً چند گروه را برای پیدا کردن مسیر شمال-شرق به حوزه سواحل قطبی نروژ و روسیه اعزام کردند و حقوق انحصاری مسیرهای دریای شمالی به شرق را در اختیار داشتند.

### سفر دریایی اول
فروبیشر در سال ۱۵۷۶ شرکت ماسکاوی را متقاعد کرد به وی مجوز مأموریت بدهند. در ۲۶ ژوئن ناوگان کوچک با کمک سرپرست شرکت مایکل لاک (که پدر پُر نفوذ وی ویلیام لاک مجوز تولید انحصاری پارچه داشت و لباس‌های فاخری برای هنری هشتم آماده می‌کرد)، به جزایر شت‌لند رسیدند و برای تعمیر نشتی اتاقک مایکل و سطل‌های آب توقف کردند. جزیره برچ در هجدهم اوت رویت شد و به افتخار نجار کشتی که آن را کشف کرده بود نام‌گذاری شد، در این قسمت مأموریت با بومیان رو به رو شدند. و از یکی از آن‌ها خواستند گروهشان را در این منطقه هدایت کند. فروبیشر پنج نفر از افرادش را با قایقی اعزام کرد تا آن بومی را به ساحل برسانند و به آن‌ها هشدار داد بیش از حد به هیچ‌کدام آن‌ها نزدیک نشوند. گرچه خدمه قایق سرپیچی کردند و پنج نفر از افراد فروبیشر اسیر شدند.

### سفر دریایی دوم
در سال ۱۵۷۷ مأموریت بزرگتری نسبت به قبلی انجام شد. ملکه کشتی سلطنتی نیروی دریاییِ ۲۰۰ تنی ایچ‌ام‌اس اِید را به شرکت کاتای امانت داد (جیمز مک‌درموا نویسنده زندگی‌نامه فروبیشر می‌گوید ملکه کشتی را به شرکت فروخت) و هزار پوند در این مأموریت سرمایه‌گذاری کرد. فروبیشر قبل از ۳۰ مارس از ملکه خواسته بود به عنوان دریادار عالی آب‌های شمال غربی و فرماندار تمام زمین‌های کشف شده منصوب کند و بتواند پنج درصد از سود تجارت را دریافت کند.
کالی‌چائو هنگام رسیدن به انگلستان به‌خاطر زخمی در حال مرگ بود، دنده‌اش هنگام اسیر شدن به‌طور غیرعمدی شکست و در نهایت ریه‌اش را شکاف داد. اسم این فرد بومی کالیچو، آرناک یا ناتاک گزارش شده‌است. فروبیشر در وینزدور مورد استقبال و تشکر ملکه قرار گرفت. همه چیز آماده شده بود و هزینه قابل توجهی برای بردن این کشتی قیمتی (حدود ۲۰۰ تنی) به خانه صرف شد. این مسئله زمان زیادی طول کشید و باعث تنش میان گروه‌های ذینفع شد.

## اواخر زندگی
فروبیشر در سال ۱۵۹۰ از روستای آلتوفتس دیدن کرد و به عنوان مهمان افتخاری در منزل ثروت‌مندان و اشراف یورکشایر به عنوان میهمان مورد استقبال قرار گرفت. او توجه ویژه‌ای به دوروتی ونت‌وورث، دختر توماس، اولین بارون ونت‌وورث داشت (۱۵۴۳ الی ژانویه ۱۶۰۱)، او به تازگی همسرش پل ویتی‌پول از ایپسوییچ را از دست داده بود و مدتی قبل از اکتبر همسر دوم فروبیشر شد. او در نوامبر ۱۵۹۱ ملک اجاره‌ای ویت‌وود در یورکشایر را به مبلغی نامشخص و همچنین فینینگلی گرینج در ناتینگهام‌شایر که متعلق به مترسی پریوری بود به مبلغ ۹۴۹ پوند خریداری کرد. فروبیشر ویت‌وود را محل اصلی زندگی خود قرار داد و موقعیت جدیدش به عنوان مالک زمین را مناسب تشخیص داد اما لذت چندانی در زندگی روستایی حس نکرد.
سال بعد فروبیشر مسئول یک ناوگان انگلیسی شد که برای مسدود کردن ساحل اسپانیا و دیدار با ناوگان جواهرات اسپانیایی اعزام شده بودند. تجهیزات این ناوگان به وسیله سرمایه‌گذارانی از جمله ملکه، ارل کامبرلند، سر والتر رالی و برادرش جان هاوکینز فراهم شد. ناوگان به دو واحد تقسیم شده بود، اسکادران فروبیشر که در آب‌های ساحلی پرتغال نزدیک برلینگز گشت می‌زدند، در حالی که اسکادران سر جان برو و جان نورتون منطقه آزورز رو پوشش می‌دادند و جایزه بزرگی را به دست آوردند، کشتی مادر خداوند و فروبیشر از شنیدن این خبر بسیار ناراحت شد.
فروبیشر در سپتامبر ۱۵۹۴ گروهی از کشتی‌ها را هدایت می‌کرد که مورالیکس را محاصره و وادار به تسلیم کردند. ماه بعد با گروهی دیگر برست را محاصره و تسلیم کرد و هنگام محاصره قلعه کروزون، قلعه تصرف شده اسپانیایی‌ها از ناحیه ران تیر خورد. جراحی که گلوله را بیرون آورد بانداژ را در بدنش جا گذاشت و چند روز بعد در ۲۲ نوامبر عفونتی شدید باعث مرگش در پلی‌موث شد. قلبش در کلیسای سن اندروز، پلی‌موث دفن شد و جسدش به لندن منتقل شد و در گایلز ویت‌ات کریپل‌گیت خاکسپاری شد.

### بریتانیا
ناوشکن رده پارکر در روند ساخت ایچ‌ام‌اس فروبیشر نام‌گذاری شد اما در سال ۱۹۱۵ موقع آغاز به کار ایچ‌ام‌اس پارکر نام‌گذاری شد. در سال ۱۹۲۱ از رده خارج شد.
کروزر کلاس هاوکینز ایچ‌ام‌اس فروبیشر نیروی دریایی به احترام او نام‌گذاری شد. در سال ۱۹۱۵ ساخته و در سال ۱۹۴۹ از رده خارج شد.
لوکوموتیو بخار اس‌آر لورد نلسون به احترام او نام‌گذاری شد. فروبیشر کرسنت بخشی از باربیکن استیت در لندن به افتخار فروبیشر نام‌گذاری شده‌است.
یک پنجره با شیشه‌های رنگی به یاد او در کلیسای آل سینتس، نورمنتون در نزدیکی محل تولدش در آلتوفتس وست یورکشایر نصب شده‌است.
مهد کودک مارتین فروبیشر در آلتفتس به افتخار او نام‌گذاری شده‌است. یکی از چهار ساختمان مدرسه اسپراتن هال در نورث-همپتون‌شایر به افتخار او نام‌گذاری شده‌است.
پرتره‌ای از او در ایستگاه قطار نورمنتون موجود است.

### کانادا
فروبیشر بی در نوناووت به افتخار او نام‌گذاری شده‌است. اسم سابق مرکز نوناووت، ایکالویت از سال ۱۹۴۲ تا ۱۹۸۷ فروبیشر بی بود. فرودگاه شهر از ۱۹۴۲ تا ۱۹۶۳ فروبیشر بی ایر بیس نام داشت و از سال ۱۹۶۳ تا ۱۹۸۷ فروبیشر بی‌نام داست و بعد از به فرودگاه ایکالویت نام‌گذاری شد.
یک نمونه از شکرگزاری بعد از پهلو گرفتن ناوگان فروبیشر در نیوفاندلند جشن گرفته می‌شود چون بعد از یک تلاش نافرجام برای پیدا کردن مسیر شمال-غرب رخ داده بود.
جاده‌های زیادی به اسم فروبیشر هستند:
- فروبیشر اونیو در تورنتو، اونتاریو
- فروبیشر لین در اوتاوا، اونتاریو
- فروبیشر استریت در ریچموندهیل، اونتاریو
- فروبیشر درایو در واترلو، اونتاریو
- بلوار فروبیشر در میلتون، اونتاریو
- فروبیشر اونیو در مانکتون، نیور برانسویک
- فروبیشر استریت در پیترزبرگ، اونتاریو و سادبری، اونتاریو
- فروبیشر کرسنت در براندن، منیتوبا
- فروبیشر کرسنت، در لندن، اونتاریو

## ارجاعات
1. ↑  Marsh, James H.; Panneton, Daniel (18 December 2015). "Sir Martin Frobisher". The Canadian Encyclopedia. Historica Canada.
2. ↑  McDermott (2001a), p. xi.
3. ↑  McDermott (2001a), pp. 8–10.
4. ↑  McDermott (2001a)، صص. 21–22; McGhee (2001)، ص. 25.
5. ↑  Eric H. Ash (8 December 2004). Power, Knowledge, and Expertise in Elizabethan England. JHU Press. p. 124. ISBN 978-0-8018-7992-0.
6. ↑  Peter Fryer (1984). Staying Power: The History of Black People in Britain. University of Alberta. p. 6. ISBN 978-0-86104-749-9.
7. ↑  McDermott (2001a)، صص. 35–38; McGhee (2001)، ص. ۲۷.
8. ↑  McDermott (2001a), pp. 34–35.
9. ↑  McDermott (2001a)، صص. 39–40; McGhee (2001)، ص. ۲۷.
10. ↑  McDermott (2001a), pp. 40–41.
11. ↑  K.M. Eliot (January 1917). "First Voyages of Martin Frobisher".  In Mandell Creighton; Justin Winsor; Samuel Rawson Gardiner; Reginald Lane Poole; John Goronwy Edwards (eds.). The English Historical Review. Vol. XXXII. Longmans, Green, and Co. pp. 91–92.
12. ↑  McGhee (2001), p. 25.
13. ↑  Karen Ordahl Kupperman (30 June 2009). The Jamestown Project. Harvard University Press. p. 27. ISBN 978-0-674-02702-2.
14. ↑  McDermott (2001a), pp. 42–44.
15. ↑  McDermott (2001a), pp. 44.
16. ↑  McDermott (2001a), pp. 49.
17. ↑  Quinn, David R. (1999). "The Context of English Northwest Exploration".  In Symons, Thomas H. B. (ed.). Meta Incognita: a discourse of discovery: Martin Frobisher's Arctic expeditions, 1576–1578. Vol. 1. Hull, Quebec: Canadian Museum of Civilization. pp. 7–18. ISBN 0-660-17507-X. OCLC 40892244.
18. 1 2  Kit Mayers (7 November 2016). The First English Explorer: The Life of Anthony Jenkinson (1529–1611) and his adventures on route to the Orient. Troubador Publishing Ltd. p. 278. ISBN 978-1-78589-228-8.
19. ↑  McDermott (2001a), p. 103.
20. ↑  Michael Householder (6 May 2016). Inventing Americans in the Age of Discovery: Narratives of Encounter. Routledge. p. 103. ISBN 978-1-317-11322-5.
21. ↑  Stephen Alford (5 December 2017). London's Triumph: Merchants, Adventurers, and Money in Shakespeare's City. Bloomsbury Publishing. pp. 142–143. ISBN 978-1-62040-823-0.
22. ↑  McDermott (2001a), pp. 4, 72.
23. ↑  David Beers Quinn (1997). "The Northwest Passage in Theory and Practice".  In John Logan Allen (ed.). North American Exploration. Vol. I. U of Nebraska Press. pp. 311–312. ISBN 0-8032-1015-9.
24. ↑  McGhee (2001), p. 59.
25. ↑  Peter Brimacombe (24 October 2011). All the Queen's Men. History Press. p. 85. ISBN 978-0-7524-7404-5.
26. ↑  Seymour I. Schwartz (October 2008). The Mismapping of America. University Rochester Press. p. 80. ISBN 978-1-58046-302-7.
27. ↑  Glyn Williams (March 2010). Arctic Labyrinth: The Quest for the Northwest Passage. Univ of California Press. p. 24. ISBN 978-0-520-26995-8.
28. ↑  Arthur Collins (1779). The Peerage of England: Containing a Genealogical and Historical Account of All the Peers of that Kingdom. W. Strahan, J. F and C. Rivington. p. 210.
29. ↑  Notes and Queries: A Medium of Intercommunication for Literary Men, General Readers Etc. ... Oxford University Press. 1899. p. 354.
30. ↑  G. C. Moore Smith (1936).  Percy Hide Reaney (ed.). The Family of Withypoll: With Special Reference to Their Manor of Christchurch. Walthamstow Antiquarian Society. p. 55.
31. ↑  McDermott (2001a), p. 389.
32. ↑  Frank Jones (1878). The Life of Sir Martin Frobisher, Knight: Containing a Narrative of the Spanish Armada. Longmans, Green. p. 309.
33. ↑  McDermott (2001a), p. 392–395.
34. ↑  David Childs (17 September 2009). Tudor Sea Power: The Foundation of Greatness. Seaforth Publishing. p. 191. ISBN 978-1-84832-031-4.
35. ↑  Susan Doran (4 January 2002). Elizabeth I and Foreign Policy, 1558–1603. Routledge. p. 59. ISBN 978-1-134-74120-5.
36. ↑  Kennedy, John J. Hudson, Frobisher and the Early Exploration of Canada: Some Heraldic Puzzles. Académie internationale d'héraldique.
37. ↑  McDermott (2001a), p. 419.
38. ↑  Hibbert, Christopher; Ben Weinreb; John Keay; Julia Keay (2010). The London Encyclopaedia. London: Pan Macmillan. p. 762. ISBN 978-0-230-73878-2.
39. ↑  Robert Hutchinson (10 June 2014). The Spanish Armada. St. Martin's Press. p. 162. ISBN 978-1-250-04712-0.
40. ↑  "Barbican block names". Cityoflondon.gov.uk. Archived from the original on 10 November 2011. Retrieved 28 October 2011.
41. ↑  Hogan, C. Michael (October 12, 2012). "Thanksgiving". Encyclopedia of Earth.